# Damian Boeselager
Pour les articles homonymes, voir Boeselager.
Damian Boeselager, né le 8 mars 1988 à Francfort-sur-le-Main, est un journaliste, conseiller en affaires (en) et homme politique allemand, membre de Volt Europa. Il est élu député européen en 2019.

## Biographie
Damian Boeselager descend de la très répandue famille Boeselager. Le grand-père Philipp von Boeselager était un résistant pendant le national-socialisme. Son père est le banquier Georg Freiherr von Boeselager. Damian Freiherr von Boeselager est catholique et le plus jeune de quatre enfants, né à Francfort. Il a obtenu son diplôme d'études secondaires au Aloisiuskolleg à Bad Godesberg. De 2008 à 2011, il a étudié la philosophie et l'économie à l'université de Bayreuth puis l'administration publique à la Hertie School of Governance à Berlin de 2016 à 2017. Il a effectué un semestre à l'étranger à l'université Columbia de New York. En 2017, il y a obtenu une maîtrise. 
Il est le neveu du juriste Albrecht von Boeselager et le petit-fils de Philipp von Boeselager, l'un des derniers survivants de l'opération Walkyrie, qui avait pour but de tuer Adolf Hitler le 20 juillet 1944. 

## Carrière politique
En 2017, Damian Boeselager, Andrea Venzon (Italie) et Colombe Cahen-Salvador (France) fondent Volt Europa, un parti « paneuropéen , pragmatique et progressiste ». Damian Boeselager est vice-président de Volt et, avec Marie-Isabelle Heiss, il est le principal candidat allemand de son parti aux élections européennes de 2019. Pendant la campagne électorale européenne, Boeselager n'a exercé aucune activité lucrative et a été soutenu financièrement par sa famille,,. En raison de ses activités au sein du parti, il est le principal interlocuteur de Volt dans les reportages de presse ainsi que dans les émissions de radio et de télévision,,,.
En tête de la liste allemande de Volt Europa, qui atteint 0,7 %, il est élu au Parlement Européen en 2019 et réélu en 2024. Il siège au groupe des Verts/Alliance libre européenne.